# Soropadan
Soropadan is een bestuurslaag in het regentschap Temanggung van de provincie Midden-Java, Indonesië. Soropadan telt 3746 inwoners (volkstelling 2010).